# 제리 골드스미스
제럴드 킹 "제리" 골드스미스(영어: Jerrald King "Jerry" Goldsmith, 1929년 2월 10일 ~ 2004년 7월 21일)는 미국의 영화 음악 작곡가이자 지휘자이다. 그는 18번 아카데미 상 후보로 지명되었으며, 4번 에미 상을 수상하였다. 여러 종류의 영화 및 TV 음악을 작곡하였으나, 주로 액션, 서스펜스, 공상 과학, 공포 영화의 음악이 많다. 1990년도에 버클리 음악 대학에서 명예 박사 학위를 수여받았다.

## 주요 작품
- 1965년 《탈주 특급》
- 1968년 《혹성탈출》
- 1969년 《크리스투스 아폴로》
- 1970년 《도라 도라 도라》
- 1970년 《패튼 대전차 군단》
- 1971년 《혹성탈출: 제3의 인류》
- 1973년 《바나비 존스》
- 1974년 《차이나타운》
- 1975년 《바람과 라이온》
- 1976년 《오멘》
- 1977년 《맥아더》
- 1978년 《데미안:오멘 II》
- 1979년 《에일리언》
- 1979년 《스타 트렉 첫번째 극장판》
- 1981년 《아웃랜드》
- 1981년 《오멘 III》
- 1982년 《폴터가이스트》
- 1983년 《환상 특급》
- 1984년 《그렘린》
- 1985년 《레전드》
- 1986년 《폴터가이스트 II》
- 1986년 《어메이징 스토리》
- 1989년 《레비아탄》
- 1990년 《그렘린 2》
- 1992년 《원초적 본능》
- 1995년 《콩고》
- 1997년 《에어 포스 원》
- 1997년 《LA 컨피덴셜》
- 1998년 《뮬란》
- 1999년 《미이라》
- 2000년 《할로우 맨》
- 2002년 《썸 오브 올 피어스》
- 2002년 《스타트렉:네메시스》
- 2003년 《타임라인》

## 같이 보기
- 존 윌리엄스